# بين أونغر
بين أونغر (بالإنجليزية: Ben Unger)‏ هو سياسي أمريكي، ولد في 4 مارس 1976 في كورنيليوس في الولايات المتحدة. حزبياً، نشط في الحزب الديمقراطي. وقد انتخب عضو مجلس نواب أوريغون.